# استئصال البروستات عبر الإحليل
استئصال البروستات عبر الإحليل هي عملية تدخل ضمن اختصاص جراحة المسالك البولية. انها عملية جراحية تستخدم في علاج تضخم البروستات الحميد. تتم العملية عبر الإحليل، أي مجرى البول الذي يمتد من رأس القضيب إلى المثانة، ويتم كوي البروستات بالكاوي الكهربائي. تعتبر هذه العملية العلاج الجراحي الأساسي لتضخم البروستات عند فشل العلاج بالأدوية. بعض العوارض الجانبية قد تتضمن مشاكل في الإنتصاب، والسلس البولي، ولكنها كلها غير شائعة الحدوث. أما القذف العكسي فيعتبر من المضاعفات الأكثر شيوعاً.

## دواعي الجراحة
يتم علاج تضخم البروستات الحميد أولاً بالأدوية، كمناهضات ألفا (مثل تمسولوسين)، أو غيرها من الأدوية. عند فشل العلاج بالدواء، يلجأ الأطباء إلى إستئصال البروستات عن طريق الإحليل. في بعد الحالات، قد يختار الطبيب إستئصال البروستات عبر الجراحة التقليدية، أي عبر شق في أسفل البطن، خاصةً عند الرجال الذين يملكون بروستات ضخمة جداً.

## الطريقة الجراحية

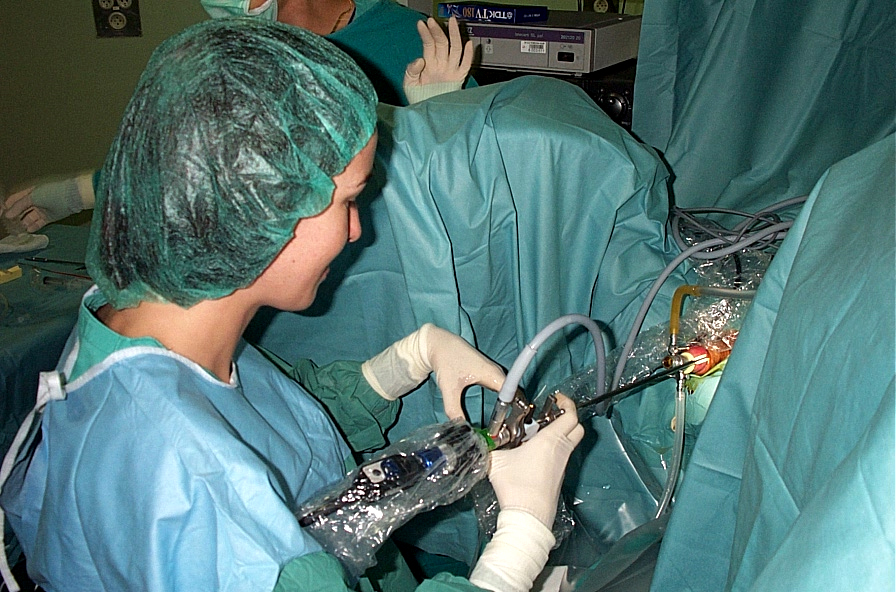
جراح مسالك بولية يستخدم المنظار عبر القضيب لكوي البروستات

يتم إدخال منظار المثانة عبر فتحة القضيب لرؤية مجرى البول. عند الوصول إلى البروستات التي تقع في نهاية الإحليل على مدخل المثانة، يقوم الجراح بقص أو كوي البروستات عبر الكاوي المتصل بطرف المنظار.

## المضاعفات
مضاعفات بعد العملية وتشمل:
- النزيف من مكان الجراحة، أي البروستات، حيث يتم قص وحرق هذه الأنسجة. يمكن أن يؤدي هذا إلى تجلطات تغلق مجرى البول.
- تضرر المثانة، أو ثقبها.
- متلازمة إستئصال البروستات عن طريق الإحليل: تتألف من نقص صوديوم الدم، والتسمم بالماء. السبب وراء هذه المتلازمة هو كثرة امتصاص الموائع (3 أو 4 ليتر) عبر تجمعات الشرايين المفتوحة حول البروستات أثناء العملية.[5] تؤدي هذه المتلازمة إلى تشوش عند المريض، تغيرات في الوعي، الغثيان والاستفراغ، وفي الحالات القصوى إلى غيبوبة. العوارض الثلاث الأساسية هي إرتفاع ضغط الدم، بطء دقات القلب، وتغيرات في الحالة النفسية أو الوعي. لتفادي هذه المتلازمة، يجب تقصير مدة العملية إلى أقل من ساعة، وعدم رفع كيس المائع إلى علو كبير لتفادي زيادة ضغط الماء الذي ينقله.[6]
- تضيق عنق المبولة، يحصل بعد مدة غير قصيرة
- السلس البولي: خاصةً سلس الإجهاد، بسبب الضرر الذي قد يحصل للعاصرة العضلية التي تلاصق البروستات، وتغلق المثانة. في كثير من الأحيان يتحسن السلس البولي من تلقاء نفسه خلال عدة شهور، وإلا فيجب استخدام الأدوية، أو في الحالات القصوى، الجراحة. تعتبر العاصرة البولية الإصطناعية هي الحل الجراحي الأفضل في السلس البولي الشديد والمتوسط عند الرجال بعد جراحة البروستات في حال فشلت الحلول الغير جراحية .[7]
- القذف العكسي، بسبب تضررالعضلة المصرة للإحليل التي تغلق المثانة، حيث يرجع المني فيدخل المثانة عند القذف، عوضاً عن سلوك الطريق الطبيعي عبر الإحليل إلى الخارج. يعتبر هذا الأمر شائعاً، حيث يحصل في 65% من المرضى.[8]